# Herbert Friedmann
Herbert Friedmann (New York, 22 april 1900 – Laguna Hills, 14 mei 1987) was een Amerikaanse ornitholoog. Hij werkte meer dan 30 jaar als vogelkundig onderzoeker bij het Smithsonian Institution en was tussen 1937 en 1939 voorzitter van de American Ornithologists' Union. Hij was gespecialiseerd in de bestudering van broedparasieten onder de vogels, vooral koevogels (Molothrus).

## Biografie
Herbert Friedmann was de zoon van een apotheker uit Litouwen die zich in 1890 in de Verenigde Staten had gevestigd. Ook zijn moeder, een lerares die later naar Amerika kwam, was afkomstig uit Litouwen. Friedmann had van jongs af aan grote belangstelling voor kunst en natuur en maakte gretig gebruik van de culturele instellingen die de stad New York hem bood zoals musea. In zijn middelbareschooltijd was hij lid van een club vogelaars en documenteerde hij zijn waarnemingen. Tijdens zijn opleiding aan de City College of New York maakte hij studie van roodbekwevers in gevangenschap in de dierentuin. De resultaten werden in 1922 in een wetenschappelijk tijdschrift gepubliceerd; dit was zijn eerste artikel. Hij kreeg een beurs en kon verder studeren aan de Cornell-universiteit waar hij na drie jaar zijn doctoraal diploma haalde. Zijn proefschrift (Ph.D.) ging over broedparasitisme bij koevogels. Daarna was hij docent aan de Universiteit van Virginia. Hij bracht drie jaar door in Zuid-Amerika en Afrika waar hij broedparasitisme bestudeerde dankzij beurzen van de National Research Council en de Rockefeller Foundation. Tot hij in 1929 werd benoemd tot conservator van de afdeling vogels van het National Museum of Natural History, was hij docent aan twee verschillende universiteiten. In 1959 werd hij hoofdconservator van de afdeling dierkunde van het museum. In de jaren 1950 en 1960 ontving hij diverse onderscheidingen voor zijn wetenschappelijk werk aan vogels. Friedmann deed ook pogingen het verschil tussen kunst en wetenschap te overbruggen. Hij publiceerde over de rol van vogels in religieuze kunstwerken en ontving subsidie voor het maken van reizen naar Europa om deze kunstwerken te bestuderen.

## Zijn werk/nalatenschap
Friedmann schreef 17 boeken (waaronder drie over religieuze kunst en vogels) en publiceerde ongeveer 315 artikelen. Hij beschreef zes nieuwe vogelsoorten waaronder de Friedmanns leeuwerik (Mirafra pulpa) en de zilveroorneushoornvogel (Bycanistes brevis) en daarnaast is hij de soortauteur (soms coauteur) van 39 ondersoorten.
- Bibsys: 90170150
- Gemeinsame Normdatei: 1156053129
- International Standard Name Identifier: 0000 0001 1672 9267
- Library of Congress Control Number: n79116236
- Nationale Bibliotheek van Tsjechië: ola2002105892
- Nationale Bibliotheek van Israël: 987007275433005171
- Nationale Bibliotheek van Polen: a0000001850712
- Nederlandse Thesaurus van Auteursnamen: 069198977
- SNAC: w61r6p99
- Système universitaire de documentation: 128759100
- Virtual International Authority File: 74232183
- WorldCat: E39PBJvMy4xJRYxYPc47gfyGHC